# Elena Busso
Elena Busso (ur. 4 stycznia 1976 w Savigliano) – włoska siatkarka, grająca na pozycji środkowej. 

## Sukcesy klubowe
Puchar Włoch:
- 2002

Puchar CEV:
- 2002